# Ilha do Rei George
Ilha do Rei George (Argentina: Isla 25 de Mayo, Chile: Isla Rey Jorge, nome histórico Russo - Vaterlo (Waterloo)) é a maior das Ilhas Shetland do Sul, situado na coordenada 62° 23′ S, 58° 27′ O a 120 km da Península Antártica e 849 quilômetros do sul do Cabo Horn, no Sul da América do Sul. A ilha recebeu este nome em homenagem ao Rei George III.
A ilha foi reclamada pela Grã-Bretanha em 16 de outubro de 1819, formalmente anexada como  parte das Ilhas Falkland e dependências, em 1908, e agora como parte separada do Território Antártico Britânico. Foi reivindicada pelo Chile em 1940, agora como parte do Território Antártico Chileno, e pela Argentina, em 1943, como parte da província argentina de Terra do Fogo, Antártida e Ilhas do Atlântico Sul, chamada pelos argentinos Isla Veinticinco de Mayo, em honra do seu dia nacional. Os Estados Unidos e a Rússia não reconhecem esses créditos e formalmente reservaram o direito de reivindicar território antártico.

## História e Geografia
A ilha foi descoberta e nomeado pelo explorador britânico William Smith em 1819. Tem cerca de 95 quilômetros de comprimento e 25 quilômetros de largura, com uma área de 1 250 quilômetros quadrados, sendo que 1 158 km² são permanentemente cobertos por gelo e uma espessura máxima de 357 metros.
Por se localizar ao norte da Península Antártica a temperatura não é tão fria quanto no interior do continente, sendo registrada a média anual de -2,8 °C, variando entre 14 °C e -28 °C.
As zonas costeiras da ilha são o lar de uma selecção relativamente diversificada de vida vegetal e animal, incluindo as focas Weddell e os pinguins papua e barbicha.

### Clima
O clima da ilha se enquadra como o clima de tundra. A temperatura média de Julho (Inverno) é -6,3 °C; em Janeiro (Verão) é 1,4 °C; a média anual é de -2,4 °C.
| Dados climatológicos para Ilha do Rei George (Base Frei) | Dados climatológicos para Ilha do Rei George (Base Frei) | Dados climatológicos para Ilha do Rei George (Base Frei) | Dados climatológicos para Ilha do Rei George (Base Frei) | Dados climatológicos para Ilha do Rei George (Base Frei) | Dados climatológicos para Ilha do Rei George (Base Frei) | Dados climatológicos para Ilha do Rei George (Base Frei) | Dados climatológicos para Ilha do Rei George (Base Frei) | Dados climatológicos para Ilha do Rei George (Base Frei) | Dados climatológicos para Ilha do Rei George (Base Frei) | Dados climatológicos para Ilha do Rei George (Base Frei) | Dados climatológicos para Ilha do Rei George (Base Frei) | Dados climatológicos para Ilha do Rei George (Base Frei) | Dados climatológicos para Ilha do Rei George (Base Frei) |
| Mês                                                      | Jan                                                      | Fev                                                      | Mar                                                      | Abr                                                      | Mai                                                      | Jun                                                      | Jul                                                      | Ago                                                      | Set                                                      | Out                                                      | Nov                                                      | Dez                                                      | Ano                                                      |
| -------------------------------------------------------- | -------------------------------------------------------- | -------------------------------------------------------- | -------------------------------------------------------- | -------------------------------------------------------- | -------------------------------------------------------- | -------------------------------------------------------- | -------------------------------------------------------- | -------------------------------------------------------- | -------------------------------------------------------- | -------------------------------------------------------- | -------------------------------------------------------- | -------------------------------------------------------- | -------------------------------------------------------- |
| Temperatura máxima recorde (°C)                          | 13,0                                                     | 9,2                                                      | 8,3                                                      | 5,9                                                      | 4,6                                                      | 4,2                                                      | 5,0                                                      | 3,8                                                      | 4,4                                                      | 4,4                                                      | 6,0                                                      | 8,2                                                      | 13,0                                                     |
| Temperatura máxima média (°C)                            | 2,7                                                      | 2,9                                                      | 2,2                                                      | 0,6                                                      | −0,8                                                     | −1,5                                                     | −0,9                                                     | −2,2                                                     | −1,3                                                     | −0,8                                                     | 0,0                                                      | 2,1                                                      | 0,3                                                      |
| Temperatura média (°C)                                   | 1,5                                                      | 1,6                                                      | 0,4                                                      | −1,7                                                     | −3,8                                                     | −5,5                                                     | −6,5                                                     | −6,5                                                     | −4,5                                                     | −2,6                                                     | −1,0                                                     | 0,6                                                      | −2,3                                                     |
| Temperatura mínima média (°C)                            | 0,3                                                      | 0,6                                                      | −1,2                                                     | −4,8                                                     | −8,2                                                     | −9,4                                                     | −13,2                                                    | −11,3                                                    | −8,0                                                     | −5,6                                                     | −2,8                                                     | −0,3                                                     | −5,3                                                     |
| Temperatura mínima recorde (°C)                          | −5,1                                                     | −5,8                                                     | −9,9                                                     | −16,8                                                    | −23,6                                                    | −24,2                                                    | −28,5                                                    | −28,7                                                    | −23,0                                                    | −17,0                                                    | −10,7                                                    | −6,8                                                     | −28,7                                                    |
| Precipitação (mm)                                        | 53,8                                                     | 52,3                                                     | 52,5                                                     | 46,6                                                     | 31,0                                                     | 29,2                                                     | 32,2                                                     | 34,5                                                     | 42,0                                                     | 47,7                                                     | 41,0                                                     | 30,1                                                     | 492,9                                                    |
| Humidade relativa (%)                                    | 91                                                       | 89                                                       | 89                                                       | 89                                                       | 88                                                       | 90                                                       | 89                                                       | 88                                                       | 89                                                       | 90                                                       | 89                                                       | 81                                                       | 89                                                       |
| Insolação (h)                                            | 83,8                                                     | 71,2                                                     | 57,3                                                     | 23,6                                                     | 8,3                                                      | 1,2                                                      | 3,9                                                      | 15,8                                                     | 44,2                                                     | 93,2                                                     | 104,5                                                    | 98,1                                                     | 605,1                                                    |
| Fonte:                                                   |                                                          |                                                          |                                                          |                                                          |                                                          |                                                          |                                                          |                                                          |                                                          |                                                          |                                                          |                                                          |                                                          |

## Povoação

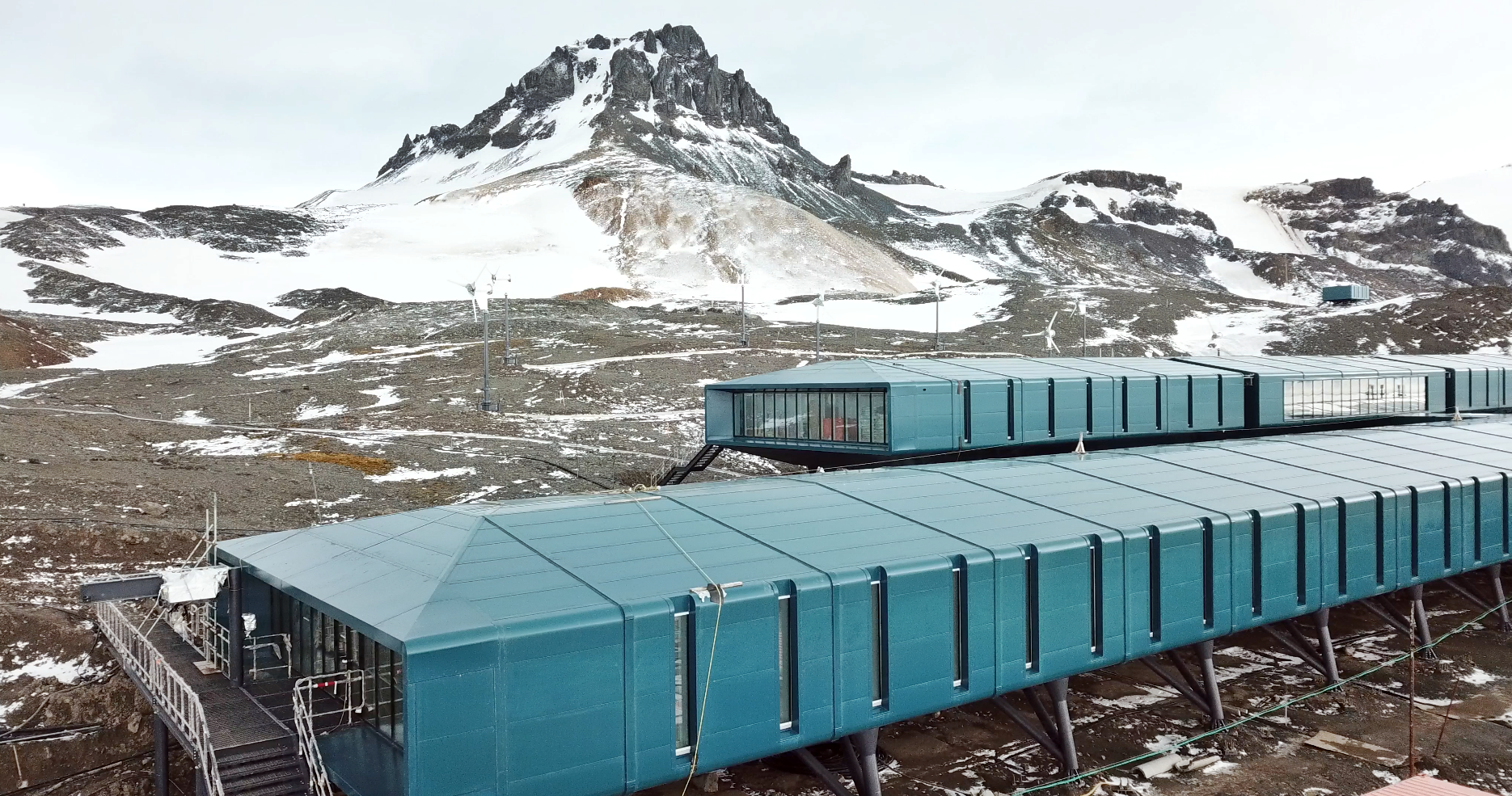
Estação Antártica Comandante Ferraz (Brasil).

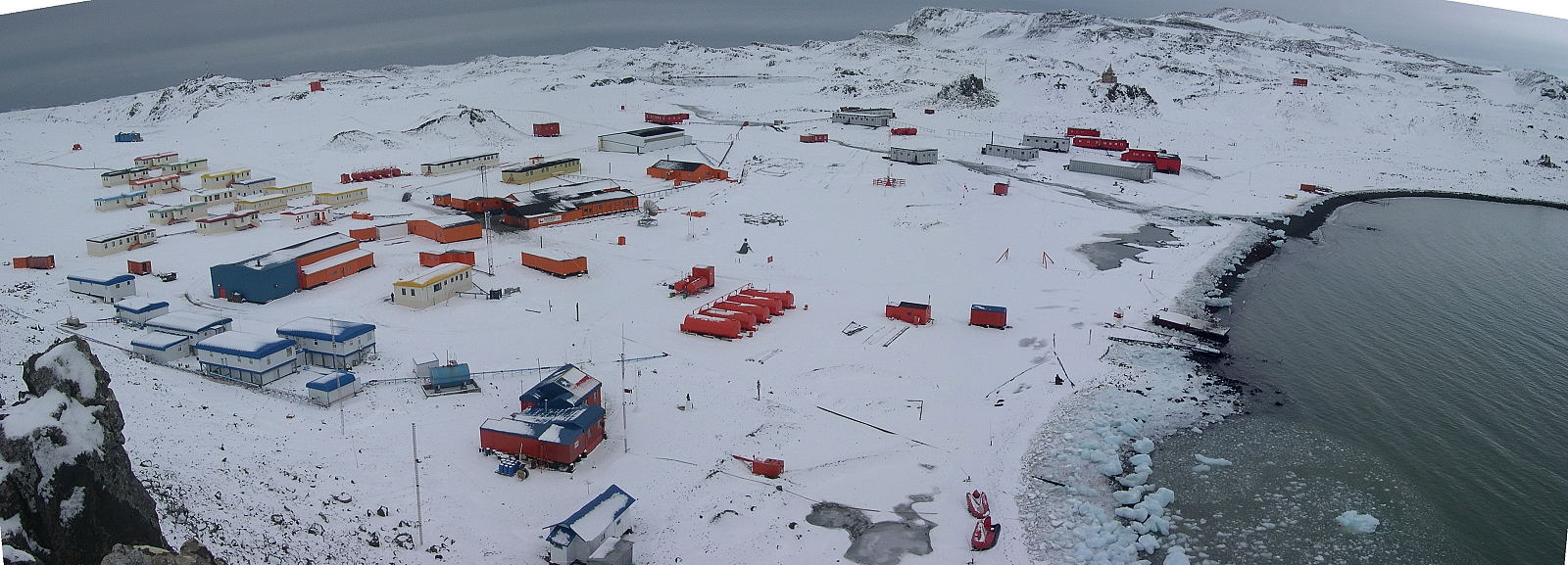
Villa las Estrellas, base chilena de Frei e à direita a russa de Bellingshausen.

A habitação humana na Ilha Rei George é limitada às estações de pesquisa da Argentina, Brasil, Chile, China, Equador, Coreia do Sul, Peru, Polônia, Rússia e Uruguai. O Chile (assim como a Argentina e a Grã-Bretanha) considera toda a Península Antártica e as Ilhas Shetland do Sul como parte do território daquele país;   no entanto, os termos do  Tratado da Antártida  permitem ao Chile colonizar a Península Fildes sem perseguir abertamente suas reivindicações territoriais.
Em 2004, uma igreja ortodoxa russa, Igreja da Trindade, foi inaugurada na ilha perto da Estação Bellingshausen. A igreja, uma das mais austrais do mundo é uma das poucas estruturas permanentes na Antártida e é permanentemente ocupada por um sacerdote.
Uma pequena quantidade de atividade turística especializada também ocorre durante o verão, incluindo uma maratona anual, conhecida como a Maratona da Antártica.

### Bases de Pesquisas
Na ilha se encontra a maior quantidade de bases na Antártida. Estão assentadas na ilha as estações chilenas Base Presidente Eduardo Frei Montalva, que inclui um importante aeroporto e o povoado civil de Villa Las Estrellas, e a Base Professor Julio Escudero; há, também, as bases Estação Bellingshausen (Rússia), Estação Antártica da Grande Muralha (República Popular da China), Estação Rei Sejong (Coreia do Sul), Estação Jubany (Argentina), Estação Antártica Polaca Henryk Arctowski (Polônia), Estação de Pesquisas Machu Picchu (Peru), Base Artigas (Uruguai) e Estação Antártica Comandante Ferraz (Brasil).